# Empoasca resupina
Empoasca resupina är en insektsart som beskrevs av Davidson och Delong 1940. Empoasca resupina ingår i släktet Empoasca och familjen dvärgstritar. Inga underarter finns listade i Catalogue of Life.